# Indigofera bracteolata
Indigofera bracteolata är en ärtväxtart som beskrevs av Dc. Indigofera bracteolata ingår i släktet indigosläktet, och familjen ärtväxter. Inga underarter finns listade i Catalogue of Life.